# Мосс, Берта
Хуана Берта Москович Холм, более известная как Берта Мосс исп. Juana Bertha Moscovich Holm, mas conocido сomo Bertha Moss (15 октября 1919, Буэнос-Айрес, Аргентина — 4 декабря 2008, там же) — аргентинская и мексиканская актриса театра и кино.

## Биография
Родилась 15 октября 1919 года в Буэнос-Айресе. В  1933 году приняла участие в радионовелле Спящая вода на радиостанции Radio Belgrano, с этого момента и началась её актёрская деятельность, ей было 14 лет. В аргентинском театре она дебютировала в 1938 году в спектакле «Невозможное», в аргентинском кинематографе дебютировала в 1942 году в фильме «Неопределенность», в мексиканском кинематографе дебютировала в 1959 году. Наиболее лучшим в карьере актрисы является фильм Луиса Бунюэля «Ангел-истребитель».
Обладая великолепным характером и элегантной внешностью, она в основном играла роли злодеек в большинстве своих мексиканских телесериалах.

### Последние годы жизни
В связи с резким ухудшением состояния своего здоровья, в 2004 году актриса порвала с мексиканским кинематографом и вернулась на свою родину.
Скончалась 4 декабря 2008 года в  Буэнос-Айресе от остановки сердца, оставив после себя безупречное наследие актрисы, режиссера и педагога.

## Театральные работы
- Девушка без возврата
- Джиджи
- Невозможно
- Смертельная ловушка
- Стальные магнолии